# ادسون راتینو
ادسون راتینو بازیکن فوتبال اهل برزیل است 